# Conducción bajo la influencia de sustancias psicoactivas

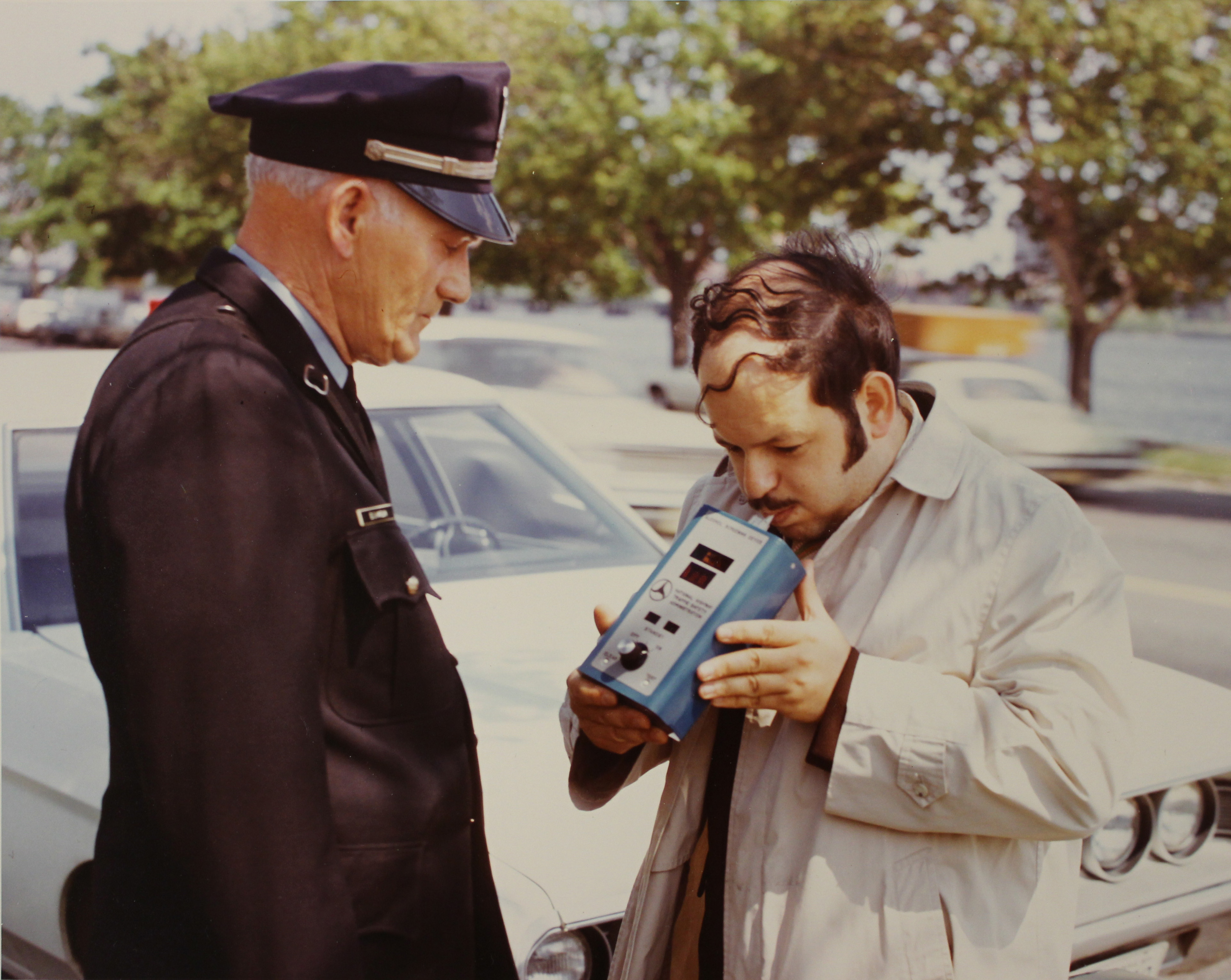
Policía estadounidense realizando un control vial preventivo de alcoholemia en 1972

La conducción bajo la influencia de sustancias psicoactivas afecta directamente en la capacidad de manejar un vehículo. En la mayoría de los países, el consumo de sustancias psicoactivas durante la conducción se considera una infracción a la normativa de tránsito vehicular. La gravedad de esta infracción varía según el marco legal de cada jurisdicción y las circunstancias específicas en las que se haya detectado al conductor infractor. Diversos estudios científicos y análisis estadísticos han demostrado que la conducción de vehículos bajo los efectos de sustancias que alteran la percepción, incluyendo los sentidos, el comportamiento, el estado de ánimo y los pensamientos del conductor, es una de las causas más frecuentes de accidentes de tráfico. A nivel mundial, las fuerzas policiales llevan a cabo controles preventivos de manera regular para prevenir la presencia de conductores que puedan estar bajo la influencia de sustancias psicoactivas en las vías.
Bajo un punto de vista jurídico, el solo hecho de conducir bajo la influencia de algún psicoactivo, puede ser considerado como un delito de peligro.

## Alteraciones físicas
Entre los efectos en el cuerpo más comunes de los conductores que conducen bajo la influencia de cualquier sustancia psicoactiva se encuentran los siguientes:
- Aumento de la sensibilidad del ojo al deslumbramiento, debido a que las pupilas se cierran más lento de lo habitual al exponerse a efectos de luz repentinos, como los faros de vehículos que iluminan en sentido contrario. Este factor es de gran importancia, ya que la mayoría de los accidentes en los que están involucrados conductores bajo los efectos del alcohol ocurren durante la noche.[8]
- Al ser el alcohol un depresor del sistema nervioso central, las alteraciones en la motricidad y coordinación afectan directamente el manejo de un vehículo, como también producto de estas modificaciones en la comunicación del sistema nervioso, el cerebro procesa con mayor lentitud la información que recibe.
- Debido principalmente a las alteraciones nerviosas y del desempeño del cristalino del ojo, el cálculo de las distancias y la velocidad del conductor se hace cada vez más impreciso, pudiendo causar accidentes con mayor facilidad.

## Conducción por tipo de sustancia

### Bajo la influencia del alcohol
Es una de las infracciones de tráfico más recurrentes, al ser legal el expendio de bebidas alcohólicas en la gran mayoría de los países. Cada país o territorio establece sus propios límites de alcohol en la sangre al momento de conducir, el cual es medido a través del control de alcoholemia que puede ser sometido cualquier conductor que sea fiscalizado o que esté involucrado en un accidente de tránsito. En primera instancia, el conductor que se cree que se encuentra conduciendo bajo los efectos del alcohol, puede ser sometido a diferentes pruebas somáticas que confirmen la sobriedad al volante, como el hálito alcohólico y la acción de algunos movimientos que demuestren la destreza física apta para conducir, pudiendo estar bajo la influencia del alcohol o incluso en evidente estado de ebriedad. Esta última situación puede ser considerada como agravante bajo el punto de vista penal, para todas las acciones judiciales posteriores, en caso de existir. El alcoholímetro es un aparato usado frecuentemente por los agentes encargados del orden y la seguridad vial para detectar, bajo diferentes tecnologías, el porcentaje de alcohol en el cuerpo de un conductor.

### Bajo la influencia de drogas duras
Es más alta la probabilidad de sufrir un accidente de tránsito con un conductor bajo la infuencia de drogas duras para consumo recreativo, como la cannabis fuerte o en altas dosis, la cocaína y sus derivados (como el crack), las anfetaminas, éxtasis (MDMA), opiáceos (como la heroína y morfina) e inhalantes con alto poder alucinógeno, entre otros. Asimismo y bajo un punto de vista jurídico, al ser este tipo de droga en su mayoría ilegales, los conductores que son fiscalizados pueden encontrarse bajo otros cargos adicionales al consumo, como el porte o posesión de sustancias ilícitas.

### Bajo la influencia de fármacos
No es recomendada la conducción para pacientes médicos que consumen algún tipo de fármacos, pudiendo incluso estar restringida o directamente prohibida mientras el conductor las consuma. Entre los medicamentos bajo esta categoría, se pueden mencionar los derivados de benzodiazepinas, somníferos, algunos antidepresivos, opioides, anticonvulsivos y antipsicóticos, entre otros que puedan afectar directamente de alguna forma al sistema nervioso, la visión y el oído.